# (231937) 2001 FO32
(231937) 2001 FO32 es un asteroide cercano a la Tierra clasificado como un asteroide potencialmente peligroso del grupo el Apolo. Con un diámetro estimado de 440 a 680 m, fue descubierto por Lincoln Near-Earth Asteroid Research en Socorro, Nuevo México, el 23 de marzo de 2001. El asteroide pasó de manera segura por la Tierra el 21 de marzo de 2021 16:03 UTC desde una distancia de aproximación más cercana de 0,0135 UA (2,02 millones de km), o 5,25 distancias lunares (LD). Durante el día anterior a la aproximación más cercana, 2001 FO32 alcanzó una magnitud aparente máxima de 11,7 y fue visible para los observadores terrestres con aperturas de telescopio de al menos 20 cm (8 pulgadas). Es el asteroide más grande y uno de los más rápidos en acercarse a la Tierra dentro de las 10 LD (3,8 millones de km) en 2021.
Con un arco de observación de 20 años, 2001 FO32 tiene una órbita bien determinada, y su trayectoria es bien conocida hasta el año 2196. La órbita del asteroide solo es potencialmente peligrosa en una escala de tiempo de miles de años.

## Descubrimiento
2001 FO32 fue descubierto el 23 de marzo de 2001 por el Lincoln Near-Earth Asteroid Research (LINEAR) en el Sitio de Pruebas Experimentales del Laboratorio Lincoln en Socorro, Nuevo México. El asteroide se observó por primera vez en la constelación de Hidra con una magnitud aparente de 15,6. Poco después del descubrimiento, otros cuatro observatorios llevaron a cabo observaciones de seguimiento hasta la posterior confirmación del asteroide por el Minor Planet Center el 24 de marzo de 2003. El asteroide recibió la designación provisional 2001 FO32 y fue reconocido como un asteroide potencialmente peligroso. Los observadores LINEAR acreditados son M. Blythe, F. Shelly, M. Bezpalko, R. Huber, L. Manguso y S. Adams.

## Características físicas
Las observaciones preliminares del Wide-field Infrared Survey Explorer muestran que 2001 FO32 parece ser débil en longitudes de onda de luz infrarroja, lo que indica que el asteroide probablemente tenga menos de 1 kilómetro de diámetro. Basándose en esto, el diámetro se estima alrededor de 440 a 680 m. Los datos espectrales del infrarrojo cercano obtenidos por la Instalación del Telescopio Infrarrojo de la NASA en 2018 sugieren que 2001 FO32 es un asteroide rocoso clasificado en la clase espectral Sr.
A fecha de 2021, no se ha obtenido una curva de luz rotacional de 2001 FO32 a partir de observaciones fotométricas. El período de rotación, el polo y la forma del cuerpo se estudiarán en detalle durante su aproximación cercana en marzo de 2021.